# Isanzu
Isanzu ist ein Verwaltungsbezirk (englisch Ward) des Distrikts Nzega (DC) in der tansanischen Region Tabora.

## Geografie
Isanzu ist ein ländlicher Bezirk im westlichen Teil des zentralen Hochlands von Tansania, etwa 15 Kilometer Luftlinie südwestlich der Distrikthauptstadt Nzega. Bei der Volkszählung 2022 lebten 17.073 Menschen in 3063 Haushalten auf einer Fläche von 171 Quadratkilometern.
Der Bezirk grenzt im Nordosten an den Distrikt Nzega (TC) und sonst an Bezirke des Distrikts Nzega (DC):
| Itobo  | Shigamba                                    | Ijanija      |
| Karitu | Kompassrose, die auf Nachbargemeinden zeigt | Itilo Utwigu |
|        | Mwantundu                                   |              |

## Gliederung
Der Bezirk besteht aus sechs Gemeinden (swahili Mtaa) mit 43 Orten (Kitongoji):
| Isanzu - Isanzu - Musoma - Chumanilwa - Manedekela - Mtakuja - Iyangulo - Ilomelo - Kadata - Mwilomo - Bushima A - Bushima B | Kilino A - Udutu - Kaguwa - Itobe - Ibole - Ichencha - Uganva - Uganda - Mwalukwi - Ntinihu | Mhembe - Mhembe - Ugayambelele - Kisangilizi - Isukamahela - Ihala - Itinginya - Imalanguzu - Ndelema | Ipumbuli - Ipumbuli A - Ipumbuli B - Igugwa - Nsumba - Izinga - Kahebu - Kawe | Shila - Shila - Mkoroshoni - Kilyano - Ihema - Kashishi | Upambo - Upambo - Mhingili - Ndasa |

## Infrastruktur
- Bildung: Die Isanzu Secondary School ist die einzige weiterführende Schule des Bezirks.[8] Diese staatliche Schule bildet Tages- und Internatsschüler bis zur 4. Stufe aus.[9]
- Medizinische Versorgung: In den Gemeinden Isanzu, Shila und Upambo gibt es je eine Apotheke, die in Shila und Upambo sind staatlich, die in Isanzu wird privat geführt.[10][11][12]